# Sobralia veitchii
Sobralia veitchii là một loài thực vật có hoa trong họ Lan. Loài này được hort. miêu tả khoa học đầu tiên năm 1894.